# Потшаскув
Потшаскув (пол. Potrzasków) — село в Польщі, у гміні Ґрабув Ленчицького повіту Лодзинського воєводства.
Населення — 34 особи (2011).
У 1975-1998 роках село належало до Конінського воєводства.

## Демографія
Демографічна структура станом на 31 березня 2011 року:
|          | Загалом | Допрацездатний вік | Працездатний вік | Постпрацездатний вік |
| -------- | ------- | ------------------ | ---------------- | -------------------- |
| Чоловіки | 18      | 6                  | 9                | 3                    |
| Жінки    | 16      | 3                  | 9                | 4                    |
| Разом    | 34      | 9                  | 18               | 7                    |